# Вайерфельд-Даммершток
Вайерфельд-Даммершток (нем. Weiherfeld-Dammerstock) — район города Карлсруэ, На севере он ограничивается Южной скоростной трассой и на востоке Эттлингер штрассе (Ettlinger Straße).

## История
Вайерфельд упоминался впервые в 1540 году как «waldt der weyr gen» и являлся до 1800 года частью Рюппурра, а после этого входил в состав Байертхайма. До начала 20-го столетия только луга и сельскохозяйственные площади находились в области сегодняшнего района.
В 1913 году были представлены первые планы к строительству Вайерфельда, и лишь на 7 лет спустя появилась возможность для начала строительства. В ноябре 1923 года первые жилые помещения были построены и в июле 1927 года строительство было завершено. Даммершток начал строиться строился только в 1929 году, на 7 месяцев позже по планам Вальтера Гропиуса и торжественно открылся 29 сентября 1929 года.

## Экономика и инфраструктура
Обе части района, Вайерфельд и Даммершток разделены рекой Альб и сообщаются только автомобильным мостом и двумя пешеходными мостами. На севере граница района проходит вдоль Южной скоростной трассы, а его восточная граница пролегает по Эттлингер штрассе.